# Большая премия Жана Жионо
Большая премия Жана Жионо (фр. Grand prix Jean-Giono) — французская литературная премия, учрежденная в 1990 году вдовой и дочерью романиста Жана Жионо по случаю двадцатилетия его смерти. Вручается ежегодно «за совокупность произведений франкоязычному автору, отстаивающему жанр романа». В 2015 году денежный эквивалент составлял 8 000 евро. Премия финансируется учреждением Пьера Берже — Ива Сен-Лорана (Fondation Pierre Bergé -Yves Saint Laurent).

## Лауреаты
- 1990 — Ив Бошмен — Жюльет Пермерло / Juliette Permerleau
- 1991 — Мишель Калонн — Детские годы / Les Enfances
- 1992 — Франсуа Нурисье — Страж руин / Gardien des ruines
- 1993 —  Фелисьен Марсо — Терраса Лукреции / La Terrasse de Lucrezia
- 1994 — Жак Лоран — Неизвестный из уходящего времени / L'Inconnu du temps qui passe
- 1995 — Владимир Волкофф — Великий Белый царь / Le Grand Tsar blanc
- 1996 — Мишель Деон — Суд великих / La Cour des grands
- 1997 — Жан-Мари Леклезио — Золотая рыбка / Poisson d'or
- 1998 — Сильви Жермен — Тоби с болот / Tobie des marais
- 1999 — Жан д'Ормессон — Отчет Габриеля / Le Rapport Gabriel
- 2000 — Амаду Курума — Аллах не обязан / Allah n'est pas obligé
- 2001 — Жан Распай — Adíos, tierra delfuego (Прощай, огненная земля)
- 2002 — Серж Резвани — Любовь анфас / L'Amour en face
- 2003 — Робер Мерль — Меч и любовь / Le Glaive et les Amours
- 2004 — Пьер Муано — Переворот / Coup d'État
- 2005 — Даниель Сальнав — Ла-Фрага / La Fraga
- 2006 — Паскаль Киньяр — Вилла Амалия / Villa Amalia
- 2007 — Жак Шессе — Вампир из Ропраса / Le Vampire de Ropraz
- 2008 — Амели Нотомб — Кодекс принца / Le Fait du prince
- 2009 — Доминик Фернандес — Рамон / Ramon
- 2010 — Шарль Данциг — Зачем читать? / Pourquoi lire ?
- 2011 — Метен Ардити — Тюркетто / Le Turquetto
- 2012 — Франсуа Гард — Что стало с белым дикарем / Ce qu'il advint du sauvage blanc
- 2013 — Пьер Журд — Первый Камень / La Première Pierre
- 2014 — Фуад Ларуи — Терзания последнего Сиджилмаси / Les Tribulations du dernier Sijilmassi
- 2015 — Шариф Маждалани — Вилла женщин / Villa des femmes
- 2016 — Ален Блотьер — Как умер Батист / Comment Baptiste est mort
- 2017 — Жан Рене Ван дер Плетсен — Ностальгия по чести / La nostalgie de l’honneur (также получил Межсоюзную премию)
- 2018 — Поль Гревейяк — Господа и рабы / Maîtres et Esclaves
- 2019 — Жан Люк Коаталем — Сыновья доля / La Part du fils
- 2020 — Франк Буис — Пьющие ветер / Buveurs de vent

## Премия жюри
Второй премией Жана Жионо является премия жюри, вручаемая ежегодно автору франкоязычного романа, обладающему истинным талантом «рассказчика историй». Этой наградой отмечается последнее опубликованное произведение автора.
Лауреаты:
- 1992 — Франсуа Бонтемпелли — Дерево путешественника / L'Arbre du voyageur
- 1993 — Марк Брессан — Годовщина / L'Anniversaire
- 1994 — Жорж-Оливье Шаторейно — Стеклянный замок / Le Château de verre
- 1995 — Амели Нотомб — Катилинарии / Les Catilinaires
- 1996 — Лоранс Коссе — Тайный уголок / Le Coin du voile
- 1997 — Жан-Пьер Милованофф — Хозяин павлинов / Le Maître des paons
- 1998 — Доминик Мюллер — Ласки и поцелуи / Les Caresses et les Baisers
- 1999 — Мишель Деборд — Прошение / La Demande
- 2000 — Даниель Арсан — Молча / En silence
- 2001 — Изабель Оссе — Детский стол / La Table des enfants
- 2002 — Стефан Эом — Участок Лотаря / Le Clos Lothar
- 2003 — Ясмина Реза — Адам Аберберг / Adam Haberberg
- 2004 — Лоран Годе — Солнце Скорты / Le Soleil des Scorta
- 2005 — Армель Жоб — Лже-невинные / Les Fausses Innocences
- 2006 — Франсуа Вальехо — Запад / Ouest
- 2007 — Давид Фёнкинос — Кто помнит Давида Фёнкиноса? / Qui se souvient de David Foenkinos ?
- 2008 — Жан-Мари Блас де Роблес — Там, где у них есть тигры  / Là où les tigres sont chez eux
- 2009 — Брижит Жиро — Странный год / Une année étrangère
- 2010 — Жан-Батист Аранг — Наши доблестные сердца / Nos cœurs vaillants
- 2011 — Метен Ардити — Тюркетто / Le Turquetto
- 2012 — Франсуа Гард — Что стало с белым дикарем / Ce qu'il advint du sauvage blanc
- 2013 — Пьер Журд — Первый Камень / La Première Pierre
- 2014 — Фуад Ларуи — Терзания последнего Сиджилмаси / Les Tribulations du dernier Sijilmassi
- 2015 — Шариф Маждалани — Вилла женщин / Villa des femmes